# Tegella lamellatoides
Tegella lamellatoides is een mosdiertjessoort uit de familie van de Calloporidae. De wetenschappelijke naam van de soort is voor het eerst geldig gepubliceerd door Liu & Wass.